# Cees Bol
Cees Bol (* 27. července 1995) je nizozemský profesionální silniční cyklista jezdící za UCI WorldTeam Astana Qazaqstan Team.

## Hlavní výsledky

### Silniční cyklistika
2014
10. místo Baronie Breda Classic
2015
Ster ZLM Toer
 vítěz sprinterské soutěže
2016
Olympia's Tour
 celkový vítěz
Ronde de l'Oise
4. místo celkově
Paříž–Arras Tour
4. místo celkově
Boucles de la Mayenne
8. místo celkově
10. místo Grand Prix de la ville de Pérenchies
10. místo Ronde van Vlaanderen Beloften
2018
vítěz Flèche Ardennaise
Circuit des Ardennes
2. místo celkově
2. místo Grote Prijs Marcel Kint
2. místo Arno Wallaard Memorial
2. místo Ronde van Noord-Holland
3. místo Lillehammer GP
Tour de Bretagne
4. místo celkově
 vítěz bodovací soutěže
vítěz 5. etapy
4. místo Midden-Brabant Poort Omloop
5. místo Heistse Pijl
5. místo Ronde van Overijssel
7. místo Slag om Norg
8. místo Gylne Gutuer
9. místo Famenne Ardenne Classic
10. místo Binche–Chimay–Binche
2019
vítěz Nokere Koerse
Tour of California
vítěz 7. etapy
Kolem Norska
5. místo celkově
vítěz 1. etapy
5. místo Kampioenschap van Vlaanderen
2020
Volta ao Algarve
vítěz 3. etapy
2021
Paříž–Nice
vítěz 2. etapy
Okolo Slovenska
3. místo celkově
7. místo Classic Brugge–De Panne
2022
Tour of Britain
vítěz 2. etapy
2023
Čtyři dny v Dunkerku
3. místo celkově
ZLM Tour
5. místo celkově
Saudi Tour
6. místo celkově

#### Výsledky na Grand Tours
| Grand Tour      | 2019 | 2020 | 2021 | 2022 | 2023 | 2024 |
| --------------- | ---- | ---- | ---- | ---- | ---- | ---- |
| Giro d'Italia   | —    | —    | —    | DNF  | —    | —    |
| Tour de France  | DNF  | 140  | 140  | —    | 149  | 138  |
| Vuelta a España | —    | —    | —    | —    | —    |      |

| —   | Nezúčastnil se |
| DNF | Nedokončil     |

### Dráhová cyklistika
2021
Národní šampionát
 vítěz madisonu (s Yoerim Havikem)